# Wintzenheim-Kochersberg
Wintzenheim-Kochersberg (deutsch Winzenheim) ist eine französische Gemeinde mit 523 Einwohnern (Stand 1. Januar 2021) im Département Bas-Rhin in der Europäischen Gebietskörperschaft Elsass und in der Region Grand Est. Sie ist Mitglied der Communauté de communes du Kochersberg.

## Geografie
Die Gemeinde besteht aus den beiden ehemals selbständigen Dörfern Wintzenheim und Kochersberg.
Der Kochersberg ist eine 301 Meter hohe Erhebung zwischen Wintzenheim-Kochersberg und Neugartheim-Ittlenheim.

## Bevölkerungsentwicklung
| 1962 | 1968 | 1975 | 1982 | 1990 | 1999 | 2006 | 2017 |
| ---- | ---- | ---- | ---- | ---- | ---- | ---- | ---- |
| 223  | 225  | 258  | 252  | 269  | 269  | 272  | 425  |

|  |  |

## Geschichte
Eine Urkunde aus dem Jahr 1120 erwähnt Güter der Klöster Sindelsberg und Maursmünster in Winzne. Später kam das Dorf zum Territorium der Unterelsässischen Reichsritterschaft, allerdings als Lehen der Herrschaft Lichtenberg. Erste bekannte ritterliche Inhaber des Dorfes waren im 14. Jahrhundert die Herren von Grostein. Seit 1370 gehörte das Dorf den Zuckmantel von Brumath. Nach deren Aussterben 1781 wurde es an die Herren von Glaubitz gegeben; die Lehensherrschaft war mit der Herrschaft Lichtenberg mittlerweile an die Landgrafen von Hessen-Darmstadt übergegangen.
Um 1540 wurde die Reformation eingeführt, das Dorf wurde Teil der evangelischen Pfarrei Dunzenheim. Seit 1686 wird die Kirche als Simultankirche für beide Konfessionen genutzt.
Während der Französischen Revolution wurde das herrschaftliche Archiv in einer öffentlichen Zeremonie vom damaligen Bürgermeister Michael North, einem eifrigen Patrioten, größtenteils verbrannt.
Zur Unterscheidung von anderen Orten mit dem Namen Wintzenberg erfolgte am 8. Mai 1926 die Umbenennung in Wintzenheim-Kochersberg.